# Sloboda (naselje)
Sloboda je vrsta naseobine koja se javljala u povijesti Rusije, Ukrajine i Bjelorusije.
Ime se izvodi od staroslavenske riječi, koja ima isto značenje kao i u hrvatskom jeziku danas. Glede činjenice da se govori u naselju, prijevod bi bio "slobodno naselje". 
Status "sloboda" se je mijenjao vremenom i ozemljem. Početnom bi stanovnici "slobode" bili o-slobod-jeni plaćanja danka po raznim osnovama i razlozima. Brojne "slobode" su osnovane u novonaseljavanim zemljama, posebice od strane Kozaka, koristeći tako oslobađanje od daća kao poticaj za naseljavanje.
U prvoj polovini 18. stoljeća ova povlastica je ukinuta, i "slobode" su postale obična sela, posadi, štetli, naselja gradskog tipa, predgrađa.
Izraz se sačuvao u imenima raznih naselja i gradskih četvrti. Neka od naselja su tako i imenovana: "Sloboda", "Slobodka" (umanjenični oblik) na ruskom, a na ukrajinskom jeziku: "Slabodka", "Slobidka".